# Taxilejeunea luzonensis
Taxilejeunea luzonensis là một loài Rêu trong họ Lejeuneaceae. Loài này được Stephani mô tả khoa học đầu tiên..